# Радзаново (гміна)
Гміна Радзаново (пол. Gmina Radzanowo) — сільська гміна у центральній Польщі. Належить до Плоцького повіту Мазовецького воєводства.
Станом на 31 грудня 2011 у гміні проживало 8101 особа.

## Площа
Згідно з даними за 2007 рік площа гміни становила 104.32 км², у тому числі:
- орні землі: 91.00%
- ліси: 2.00%

Таким чином, площа гміни становить 5.80% площі повіту.

## Населення
Станом на 31 грудня 2011:
| Опис     | Загалом | Загалом | Чоловіки | Чоловіки | Жінки | Жінки |
| -------- | ------- | ------- | -------- | -------- | ----- | ----- |
| одиниця  | осіб    | %       | осіб     | %        | осіб  | %     |
| все      | 8101    | 100     | 4022     | 49.65    | 4079  | 50.35 |
| міське   | 0       | 100     | 0        |          | 0     |       |
| сільське | 8101    | 100     | 4022     | 49.65    | 4079  | 50.35 |

## Сусідні гміни
Гміна Радзаново межує з такими гмінами: Бельськ, Бодзанув, Бульково, Слупно, Стара Біла, Старожреби.